# 橋本萬右衛門 (貴族院議員)
初代 橋本 萬右衛門（はしもと まんうえもん、1866年7月19日（慶応2年6月8日）- 1935年（昭和10年）4月12日）は、明治から昭和初期の地主、実業家、政治家。貴族院多額納税者議員。幼名・鉄太郎。大正後半から昭和初期の福島県下一の大地主。

## 経歴
陸奥国安積郡、後の郡山町（現郡山市）で、地主橋本清左衛門の長男として生まれる。父の死去に伴い1900年（明治33年）3月に家督を相続。祖父・萬右衛門を襲名した。
伊勢万（呉服商）を元に事業を拡大。橋本合名会社社長、二本松銀行頭取、郡山橋本銀行頭取、郡山銀行頭取、郡山電気社長、東部電力社長、郡山紡績社長、名古屋紡績社長、大安生命保険社長などを務めた。1926年（大正15年）郡山商工会議所の初代会頭に就任した。
政界では、郡山市会議員となり、1925年（大正14年）9月29日、貴族院多額納税者議員に就任し、同成会に所属して活動し1932年（昭和7年）9月28日の任期満了まで1期在任した。

## 親族
- 長男 2代橋本萬右衛門 (参議院議員)[1][2]